# Foa hyalina
Foa hyalina és una espècie de peix pertanyent a la família dels apogònids.

## Descripció
- La femella pot arribar a fer 4,7 cm de llargària màxima.
- 8 espines i 9 radis tous a l'aleta dorsal i 2 espines i 8 radis tous a l'anal.
- Presenta una franja de color vermell marronós des del musell fins als ulls.
- Aletes pèlviques finament clapades de marró.[6][7]

## Hàbitat
És un peix marí, demersal i de clima tropical.

## Distribució geogràfica
Es troba al Pacífic occidental: Indonèsia i les illes Filipines.

## Observacions
És inofensiu per als humans.